# Nicolás Fedor
Nicolás Ladislao Fedor Flores (Caracas, 1985. augusztus 19. –) magyar származású venezuelai labdarúgócsatár, az Intercity játékosa. A beceneve, "Miku", a magyar Miklósból származik, és gyerekkorában kapta Venezuelában.

## Élete
Édesapja magyar, és édesanyja venezuelai. Két nyelven, magyarul és spanyolul is beszél anyanyelvi szinten. Jelenleg a spanyol bajnokságban szereplő Rayo Vallecano játékosa. A mérkőzéseken Miku néven szerepel.

## Válogatott
2006. augusztus 16-án mutatkozott be a venezuelai nemzeti csapatban egy Honduras elleni mérkőzésen. Később fontos tagja lett a válogatottnak. Részt vett a 2010-es vb-selejtezőn. Gólt szerzett a Kolumbia elleni 2009. márciusi mérkőzésen.
2009 szeptemberében két gólt lőtt a Peru ellen 3-1-re megnyert összecsapáson.